# Nikita du Rib
Nikita du Rib född 7 augusti 2001, är en fransk varmblodig travhäst som tränades av Joël Hallais och kördes av Jean-Loïc-Claude Dersoir.
Hon började tävla i september 2003 och inledde med att ta 2 raka segrar. Hon sprang under sin karriär in 511 860 euro på 25 starter, varav 9 segrar och 4 tredjeplatser. De största segrarna togs i Critérium des 3 ans (2004) och Critérium des 4 ans (2005).
Hon har även segrat i Prix Reine du Corta (2004), Prix de Tonnac-Villeneuve (2005), Prix Gaston de Wazières (2005) och på tredjeplats i Prix Roquépine (2004), Prix Uranie (2004) och Prix Charles Tiercelin (2005).

## Statistik
| Statistik för Nikita du Rib (Ref.) | Statistik för Nikita du Rib (Ref.) | Statistik för Nikita du Rib (Ref.) | Statistik för Nikita du Rib (Ref.) | Statistik för Nikita du Rib (Ref.) | Statistik för Nikita du Rib (Ref.) |
| ---------------------------------- | ---------------------------------- | ---------------------------------- | ---------------------------------- | ---------------------------------- | ---------------------------------- |
| Starter                            | Placeringar                        | Startprissumma                     | Segerprocent                       | Platsprocent                       | Rekord                             |
| 25                                 | 9-0-4                              | 511 860 euro                       | 36 %                               | 52 %                               | 1.12,2ak,                          |

### Större segrar
| År   | Lopp                      | Kusk                     | Vinstbelopp | Grupp   |
| ---- | ------------------------- | ------------------------ | ----------- | ------- |
| 2004 | Prix Reine du Corta       | Jean-Loïc-Claude Dersoir | 50 000 EUR  | Grupp 2 |
| 2004 | Critérium des 3 ans       | Jean-Loïc-Claude Dersoir | 120 000 EUR | Grupp 1 |
| 2005 | Prix de Tonnac-Villeneuve | Jean-Loïc-Claude Dersoir | 50 000 EUR  | Grupp 2 |
| 2005 | Prix Gaston de Wazières   | Jean-Loïc-Claude Dersoir | 50 000 EUR  | Grupp 2 |
| 2005 | Critérium des 4 ans       | Jean-Loïc-Claude Dersoir | 120 000 EUR | Grupp 1 |